# 严桥乡
严桥乡，是中华人民共和国安徽省滁州市定远县下辖的一个乡镇级行政单位。

## 行政区划
严桥乡下辖以下地区：
严桥村、官东村、官桥村、红岗村、兴北村、兴隆村和兴南村。